# Azotat de litiu
Azotatul de litiu este un compus anorganic cu formula chimică LiNO3. Acesta este o sare a litiului cu acidul azotic. Este fabricat prin reacția carbonatului de litiu sau a hidroxidului de litiu cu acidul azotic.